# 武忠 (明朝宦官)
武忠（？年—？年），字世良，别号葵庵，湖广靖州会同县人，正德时期的御马监掌印太监。

## 生平
正德二年（1507年），任职內官監。
正德十六年（1521年），任御马监掌印太监。
嘉靖三年（1524年），任大同镇守太监。